# Лумпун (Кировская область)
Лумпун — опустевшая деревня в Унинском районе Кировской области.

## География
Располагается на расстоянии примерно 19 км по прямой на юг-юго-запад от райцентра поселка Уни.

## История
Была известна с 1717 года как деревня с населением 51 человек. В 1764 году местное население составляло 285 удмуртов. В 1873 году здесь (деревня Лунпукская) учтено дворов 24 и жителей 201, в 1905 (Лумпунское) 45 и 2224, в 1926 (уже Лумпун) 51 и 260, в 1950 51 и 165, в 1989 оставалось 4 человека. До 2021 года входило в состав Порезского сельского поселения до его упразднения.

## Население
Постоянного населения в 2002 году имелся 1 человек из русских, 16 в 2010.